# 香兰
香蘭又稱台灣香蘭，为兰科香兰属下的一个种。茎长约1厘米；叶二列互生，镰刀状；总状花序长2—4厘米，具1—4朵花，花瓣斜椭圆形，花期7—11月；台灣特有種，廣泛分佈於台灣全島海拔200-1500公尺的山區。